# Rotana Group
Pour les articles homonymes, voir Rotana.
Le Rotana Group est une société arabe de divertissements détenue en majorité par la Kingdom Holding Company, une holding du prince Al-Walid, et à 18,97 % par la 21st Century Fox. Le conglomérat comprend de nombreux actifs dont plusieurs chaînes de télévision, des stations de radio, un studio de cinéma et un label musical. Selon BFM TV, Rotana Music serait le plus grand label de musique en Arabie saoudite. Selon le site d'information Campaign Middle East, c'est également le plus grand détenteur de droits au monde en ce qui concerne les contenus en arabe.

## Historique
Le 23 février 2010, News Corp investit 70 millions d'USD dans Rotana soit 9,09 % avec une option pour passer à 18,18 % après 18 mois,. 
Le 11 mai 2011, News Corp augmente sa participation au groupe Rotana à 14,5 % en déboursant 35 millions d'USD.
Le 16 mai 2012, News Corp augmente sa part dans le capital du Rotana Group à 18,97 %.
En 2012, Rotana co-produit le drame germano-saoudien Wadjda réalisé par Haifaa al-Mansour. Il s'agit du premier long métrage officiel produit par l'Arabie saoudite. Il est sélectionné pour représenter l'Arabie saoudite aux Oscars du cinéma 2014 dans la catégorie meilleur film en langue étrangère
Rotana est également l'initiatrice de la création du Festival du film d'Arabie saoudite.
En octobre 2017, Rotana lance la chaîne de télévision Rotana Drama qui diffuse en continu des séries dramatiques de production saoudienne, égyptienne, libanaise et turque.

## Organisation
- Rotana Records
- Rotana Radio disponible au Liban, en Jordanie, en Arabie saoudite et en Syrie
- Rotana Studios
- Rotana Television
  - Rotana Khalijia
  - Rotana Masriya
  - Rotana Cinema
  - Rotana Classic
  - Rotana Aflam
  - 7 chaînes musicales
- Rotana Magazine
- Rotana Media Services